# NGC 3132
NGC 3132 (znana również jako Rozerwana Ósemka lub Mgławica Pierścień Południowy) – mgławica planetarna znajdująca się w konstelacji Żagla. Została odkryta przez Johna Herschela 2 marca 1835 roku. NGC 3132 znajduje się w odległości około 2000 lat świetlnych od Ziemi i rozciąga na obszarze 0,4 roku świetlnego.

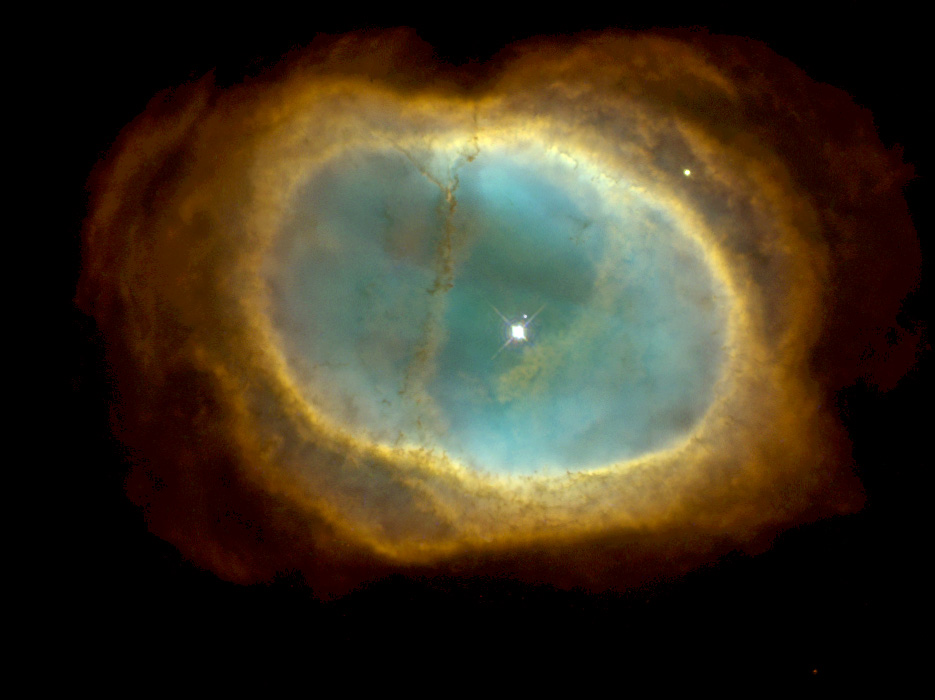
Mgławica z widocznymi dwoma gwiazdami w pobliżu centrum

Nazwa Mgławica Pierścień Południowy została nadana tej mgławicy ze względu na podobieństwo do pierścienia. Źródłem tej mgławicy jest słabsza z dwóch gwiazd znajdujących się w jej centrum, która w XXI wieku jest widoczna z Ziemi jako biały karzeł. Świecący gaz mgławicy został utworzony z zewnętrznych warstw gwiazdy o masie oszacowanej na 2,86 masy Słońca. Mgławica ta była obiektem badań ze względu na jej nietypową asymetrię. Nietypowy kształt zewnętrznej, chłodniejszej otoczki oraz struktura i położenie chłodnych, włóknistych pasm pyłu biegnących w poprzek NGC 3132 było trudne do wytłumaczenia do czasu wykonania dokładniejszych zdjęć przez teleskop JWST w 2022 roku. Na podstawie zdjęć z JWST oraz symulacji grupa naukowców wysnuła wniosek, że mgławica musiała być pierwotnie układem co najmniej czterech gwiazd.